# Lophopoeum circumflexum
Lophopoeum circumflexum là một loài bọ cánh cứng trong họ Cerambycidae.